# روجر كلارك
روجر كلارك (بالإنجليزية: Roger Clark)‏ مواليد 05 أغسطس 1939 - الوفاة 12 يناير 1998، كان سائق راليات إنجليزي بدأ مسيرته في سنة 1973. كان أول رالي له هو رالي سفاري 1973. شارك في بطولة العالم للراليات. فاز بـ سباق رالي واحد. صعد على المنصة 5 مرات خلال مسيرته.

## فرق مثلها
- شركة فورد

## روابط خارجية
- روجر كلارك على موقع eWRC-results.com (الإنجليزية)